# الماس (ساردینیا)
الماس (ساردینیا) (به ایتالیایی: Elmas) یک کومونه در ایتالیا است که در استان کالیاری واقع شده‌است.

## خصوصیات
الماس ۱۳٫۷ کیلومترمربع مساحت و ۹٬۱۰۹ نفر جمعیت دارد و ۷ متر بالاتر از سطح دریا واقع شده‌است.